# Trophée des champions 2015
Trophée des champions 2015 byl zápas Trophée des champions, tedy francouzského fotbalového Superpoháru. Střetly se v něm týmy Paris Saint-Germain FC jakožto vítěz Ligue 1 ze sezóny 2015/16 a francouzského poháru (Coupe de France) ze stejné sezóny a celek Olympique Lyon jakožto druhý tým francouzské nejvyšší ligy (v konečné tabulce 2015/16).
Utkání francouzského Superpoháru mají od roku 2009 dějiště mimo území Francie, tentokrát se zápas odehrál 1. srpna 2015 na stadionu Stade Saputo v kanadském Montréalu (v Montréalu se hrálo i v roce 2009). O poločase byl stav 2:0 pro PSG, tímto výsledkem střetnutí skončilo a Paris Saint-Germain se mohl radovat z celkového pátého triumfu (1995, 1998, 2013, 2014, 2015). Zároveň obhájil prvenství z minulého roku a vybojoval třetí triumf v řadě. Tým Lyonu přišel o možnost získat devátou trofej ve francouzském Superpoháru.

## Detaily zápasu
| 1. srpen 2015          |               |                |                                                                          |
| Paris Saint-Germain FC | 2 : 0 (2 : 0) | Olympique Lyon | Stade Saputo, Montréal, Kanada diváci: 20 057 rozhodčí: Mathieu Bourdeau |
| Aurier 11' Cavani 17'  | Report        |                | Stade Saputo, Montréal, Kanada diváci: 20 057 rozhodčí: Mathieu Bourdeau |

| GK            | 16 | Kevin Trapp                  |
| RB            | 19 | Serge Aurier                 |
| CB            | 32 | David Luiz 81'               |
| CB            | 2  | Thiago Silva                 |
| LB            | 17 | Maxwell                      |
| RM            | 6  | Marco Verratti 60' 70'       |
| CM            | 14 | Blaise Matuidi               |
| LM            | 25 | Adrien Rabiot                |
| RF            | 9  | Edinson Cavani 63'           |
| CF            | 10 | Zlatan Ibrahimović           |
| LF            | 7  | Lucas Moura 82'              |
| Náhradníci:   |    |                              |
| GK            | 30 | Salvatore Sirigu             |
| DF            | 5  | Marquinhos                   |
| DF            | 21 | Lucas Digne                  |
| MF            | 4  | Benjamin Stambouli 70'       |
| MF            | 8  | Thiago Motta                 |
| FW            | 15 | Jean-Christophe Bahebeck 82' |
| FW            | 29 | Jean-Kévin Augustin 63'      |
| Trenér:       |    |                              |
| Laurent Blanc |    |                              |

| GK              | 1  | Anthony Lopes           |
| RB              | 13 | Christophe Jallet       |
| CB              | 4  | Bakary Koné             |
| CB              | 23 | Samuel Umtiti           |
| LB              | 3  | Henri Bedimo            |
| RM              | 12 | Jordan Ferri 79'        |
| CM              | 21 | Maxime Gonalons 37' 64' |
| LM              | 8  | Corentin Tolisso        |
| RF              | 25 | Yassine Benzia 67'      |
| CF              | 10 | Alexandre Lacazette     |
| LF              | 9  | Claudio Beauvue         |
| Náhradníci:     |    |                         |
| GK              | 16 | Lucas Mocio             |
| DF              | 15 | Jérémy Morel            |
| DF              | 22 | Lindsay Rose            |
| MF              | 11 | Rachid Ghezzal 67'      |
| MF              | 17 | Steed Malbranque 79'    |
| MF              | 28 | Arnold Mvuemba          |
| MF              | 32 | Zakarie Labidi          |
| Trenér:         |    |                         |
| Hubert Fournier |    |                         |

| Asistenti rozhodčího: Daniel Belleau Richard Gamache Čtvrtý rozhodčí: ? Delegát zápasu: Arnaud Rouger | Pravidla - 90 minut. - Penaltový rozstřel, pokud je stav vyrovnaný po řádné hrací době (neprodlužuje se). - 7 povolených náhradníků na lavičce každého týmu. - Maximálně 3 střídání hráčů pro každé mužstvo. |